# Brett Clark (Soziologe)
Brett Clark (geb. in Rapid City) ist ein US-amerikanischer Soziologe, der an der University of Utah in Salt Lake City tätiger Professor der Soziologie ist und der auch schon an der North Carolina State University in Raleigh lehrte.

## Werdegang
Er hat bereits mehrere Artikel in Wissenschaftsmagazinen und Bücher verfasst, darunter u. a. in Zusammenarbeit mit Richard York und John Bellamy Foster Critique of Intelligent Design: Materialism versus Creationism from Antiquity to the Present über den ewigen Konflikt zwischen Schöpfungsglauben und Wissenschaft, The Ecological Rift: Capitalism's War on the Earth über die weltweite Umweltzerstörung, sowie The Science and Humanism of Stephen Jay Gould über den gleichnamigen Paläontologen und Wissenschaftshistoriker.
Seine Bücher und Artikel wurden teilweise auch schon ins Deutsche, Portugiesische, Türkische und viele weitere Sprachen übersetzt.